# 시복

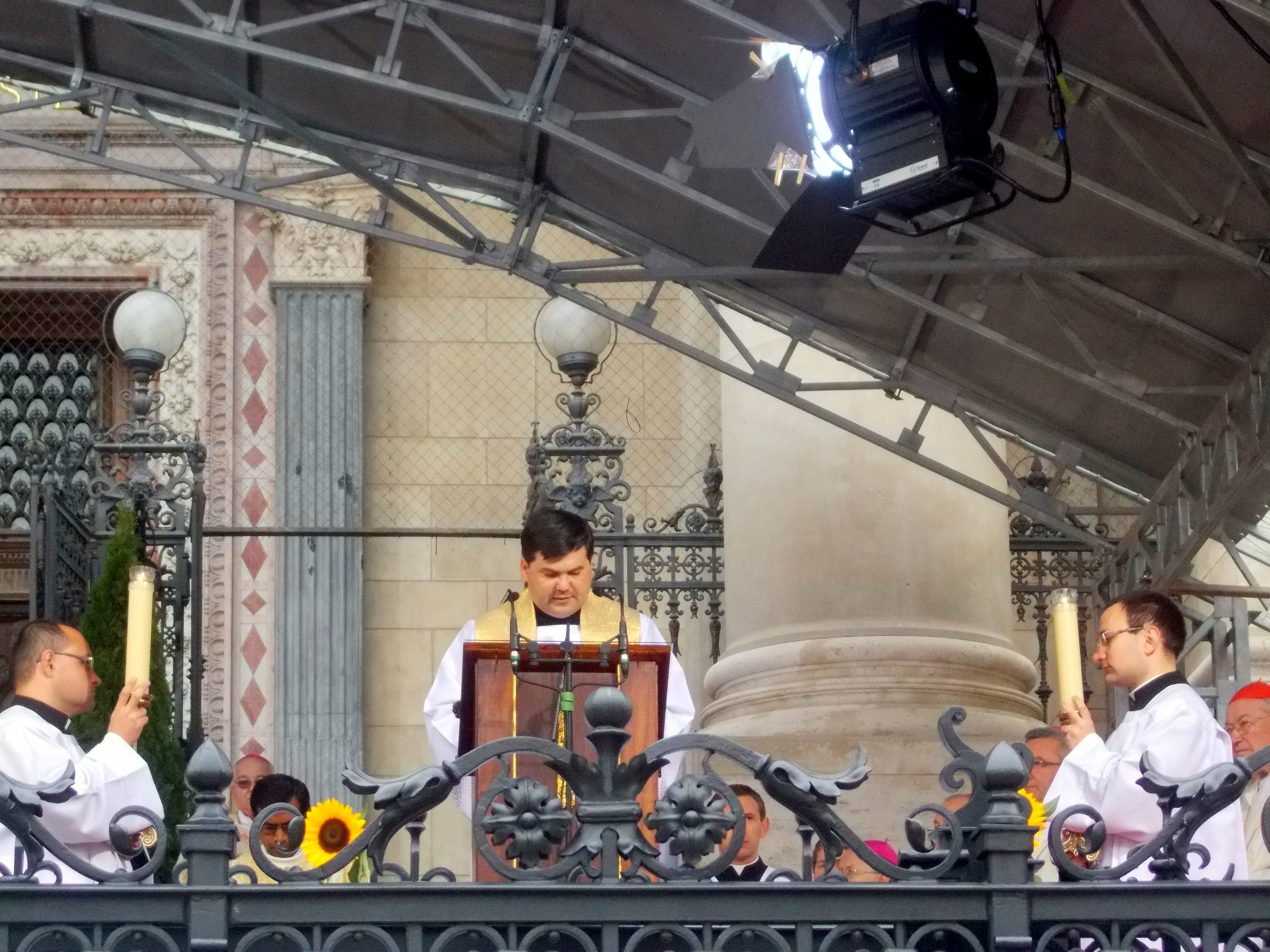

시복(諡福, Beatificatio)이란 가톨릭에서 어떤 사람을 '복자(il beato/the Blessed)'로 인정하는 행위를 말한다.

## 절차
로마 가톨릭교회에서 시복절차는 시복 대상자의 사후에 행해지며, 시복된 이가 로마 가톨릭교회의 공식적 검증 하에 성인으로 추앙 받을 자격이 있는 경우 시복식 후에 성인추대 추진자의 신청에 의해 성인 추대 절차가 이루어진다. 그러나 시복 후에 성인 추대 절차가 개시되었다 하여 모든 성인 추대 대상자들이 성인으로 선포되는 것은 아니다. 대개의 경우 시복 절차와 시성 절차에서는 각 단계에 있어서 그 대상자에 의해 이루어진 일정한 수의 기적의 엄밀한 검증이 요구된다. 모든 검증 과정은 교회의 최고 결정권자인 교황에 의해 이끌리는 교황청 시성성(Congregatio de Causis Sanctorum)에 의해 추진된다.
시복식 이전에도 거쳐야 할 다른 단계들이 있는데, 처음 단계를 지나면 '하느님의 종'으로서 불리고 그 이후에는 '가경자'로서 불린다. 가경자의 단계를 지나 시복 시성의 단계들을 거치게 된다. 단, 모든 단계 이전에는 추진 대상자가 살았던 지역 가톨릭 교구의 주교가 신청하는 공식 신청 절차와 함께 기타 관련자들의 신청 절차가 요청된다.

## 같이 보기
- 시성 (기독교)